# Великомечетнянська сільська рада
Вели́комече́тнянська сільська́ ра́да — колишній орган місцевого самоврядування у Кривоозерському районі Миколаївської області. Адміністративний центр — село Велика Мечетня.
21 жовтня 1966 року (після реформи 1965 р.) Великомечетнянська сільрада передана з Первомайського р-ну до складу Кривоозерського району.

## Загальні відомості
- Населення ради: 1 961 особа (станом на 2001 рік)

## Населені пункти
Сільській раді були підпорядковані населені пункти:
- с. Велика Мечетня
- с-ще Іванівка
- с-ще Купріянівка
- с. Тернувате
- с. Токарівка

## Склад ради
Рада складалася з 16 депутатів та голови.
- Голова ради: Яровий Дмитро Олексійович
- Секретар ради: Кропивницька Лілія Миколаївна

### Керівний склад попередніх скликань
| Прізвище, ім'я, по батькові | Основні відомості                                                         | Дата обрання | Дата звільнення |
| --------------------------- | ------------------------------------------------------------------------- | ------------ | --------------- |
| Яровий Дмитро Олексійович   | Сільський голова, 1966 року народження, освіта вища, безпартійний         | 26.03.2006   | 31.10.2010      |
| Яровий Дмитро Олексійович   | Сільський голова, 1966 року народження, освіта вища, член Партії регіонів | 31.10.2010   |                 |

Примітка: таблиця складена за даними сайту Верховної Ради України